# Robert Patrick
Robert Hammond Patrick (Marietta, 5 novembre 1958) è un attore statunitense.

## Biografia
Maggiore dei cinque figli di Nadine e Robert Patrick Sr., cresce nella periferia di Cleveland (Ohio). Durante gli studi oltre ad appassionarsi alla recitazione, si distingue anche come atleta di baseball e football. Frequenta la "Bowling Green State University" dove in seguito abbandona le attività sportive per dedicarsi completamente alla recitazione.
Durante una sua performance in una produzione teatrale viene notato dal regista Roger Corman, che lo introduce nel mondo della celluloide, facendolo partecipare ad alcuni film. Nel 1990 ottiene un ruolo in Die Hard 2 - 58 minuti per morire, nel 1991 lavora al fianco di Arnold Schwarzenegger in Terminator 2 - Il giorno del giudizio, dove interpreta il memorabile cyborg T-1000 composto di metallo liquido, il suo ruolo più celebre.
Nel 1996 recita in Striptease con Demi Moore, l'anno seguente lavora nel film Cop Land di James Mangold, mentre nel 1998 recita in The Faculty di Robert Rodriguez. Un altro ruolo che l'ha reso celebre, è quello dell'agente speciale John Doggett nella serie tv cult X-Files, ruolo che interpreta dal 2000 al 2002.
Nel 2005 interpreta Ray Cash, padre di Johnny Cash, nel pluripremiato Quando l'amore brucia l'anima - Walk the Line, in seguito prende parte ai film Flags of Our Fathers e Un ponte per Terabithia. Dal 2006 al 2009 è stato uno degli interpreti della serie tv The Unit. Nel 2010 partecipa in un episodio della terza stagione della serie televisiva Chuck, nella parte del colonnello James Keller.
Nel 2014 entra a far parte del cast del telefilm Scorpion nel ruolo di Cabe Gallo. Nel 2017 partecipa al quarto episodio della prima stagione di Lore. Nel 2022 ha ottenuto il ruolo del villain Drago Bianco nella prima e unica serie televisiva del DC Extended Universe Peacemaker.
Nel 2023 interpreta l'antagonista della seconda stagione di Reacher.

## Vita privata
È sposato dal 1990 con l'attrice Barbara Hooper, che ha interpretato Barbara Doggett in due episodi di X-Files; i due hanno due figli, Austin e Samuel. Il fratello Richard è stato chitarrista dei Nine Inch Nails e fondatore dei Filter.
Robert, inoltre, è membro del famoso e storico Motorcycle Club dei Boozefighters.

## Filmografia

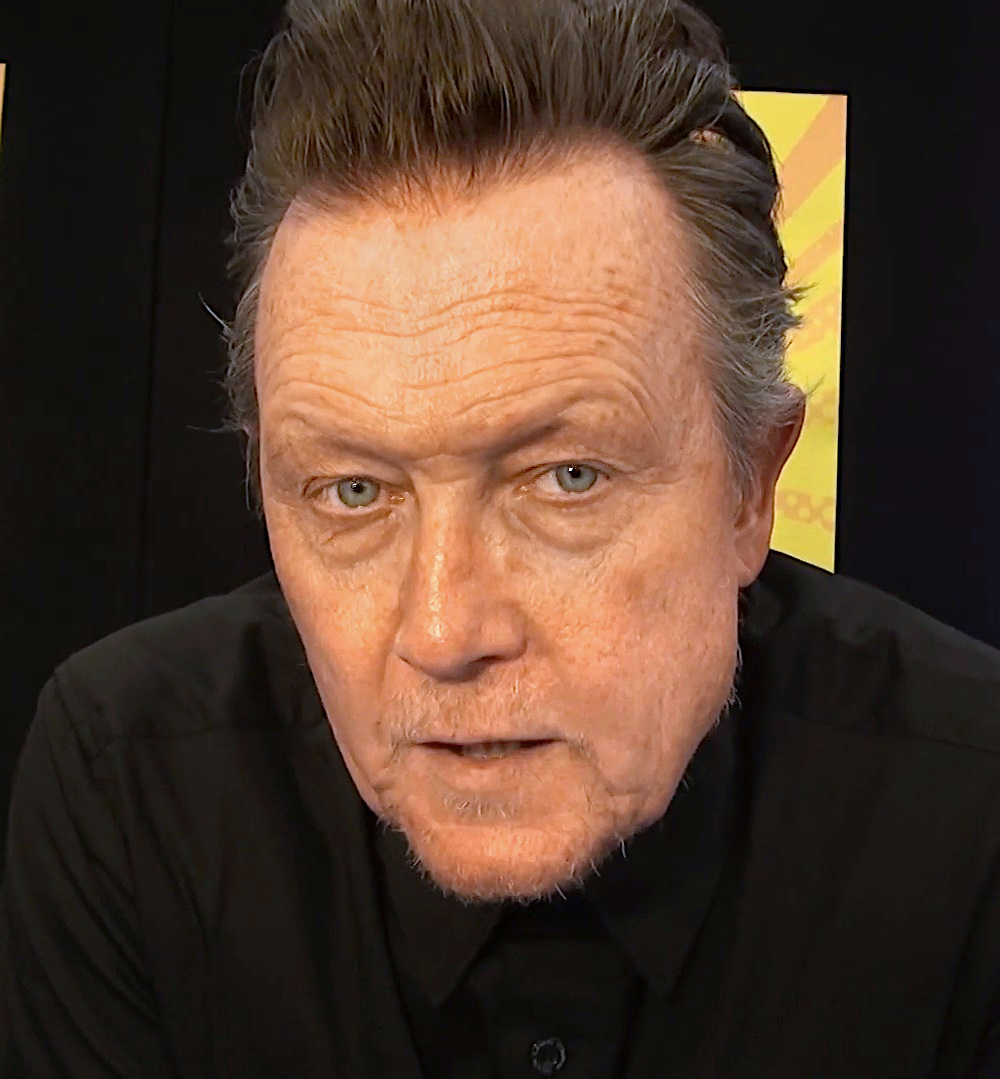
Patrick nel 2018

### Cinema
- Eroi del futuro (Future Hunters), regia di Cirio Santiago (1986)
- Equalizer 2000, regia di Cirio Santiago (1987)
- Killer Instinct, regia di Cirio Santiago (1987)
- 58 minuti per morire - Die Harder (Die Hard 2), regia di Renny Harlin (1990)
- Terminator 2 - Il giorno del giudizio (Terminator 2: Judgment Day), regia di James Cameron (1991)
- Fusi di testa (Wayne's World), regia di Penelope Spheeris (1992)
- Bagliori nel buio (Fire in the Sky), regia di Robert Lieberman (1993)
- Last Action Hero - L'ultimo grande eroe (Last Action Hero), regia di John McTiernan (1993)
- Hong Kong '97, regia di Albert Pyun (1994)
- Double Dragon, regia di James Yukich (1994)
- Zero Tolerance, regia di Joseph Merhi (1994)
- Decoy, regia di Vittorio Rambaldi (1995)
- Striptease, regia di Andrew Bergman (1996)
- Amori sospesi (The Only Thrill), regia di Peter Masterson (1997)
- Asylum, regia di James Seale (1997)
- Cop Land, regia di James Mangold (1997)
- Strategia mortale (Tactical Assault), regia di Mark Griffiths (1998)
- La trappola (Ambushed), regia di Ernest Dickerson (1998)
- The Faculty, regia di Robert Rodriguez (1998)
- Dal tramonto all'alba 2 - Texas, sangue e denaro (From Dusk Till Dawn 2: Texas Blood Money), regia di Scott Spiegel (1999)
- La città d'oro (The Vivero Letter), regia di H. Gordon Boos (1999)
- Passione ribelle (All the Pretty Horses), regia di Billy Bob Thornton (2000)
- Spy Kids, regia di Robert Rodriguez (2001)
- Texas Rangers, regia di Steve Miner (2001)
- Backflash, regia di Philip J. Jones (2001)
- D-Tox, regia di Jim Gillespie (2002)
- Indagini pericolose (Angels Don't Sleep Here), regia di Paul Cade (2001)
- Charlie's Angels - Più che mai (Charlie's Angels: Full Throttle), regia di McG (2003)
- Squadra 49 (Ladder 49), regia di Jay Russell (2004)
- Quando l'amore brucia l'anima - Walk the Line (Walk the Line), regia di James Mangold (2005)
- Firewall - Accesso negato (Firewall), regia di Richard Loncraine (2006)
- Presa mortale (The Marine), regia di John Bonito (2006)
- Flags of Our Fathers, regia di Clint Eastwood (2006)
- We Are Marshall, regia di McG (2006) – non accreditato
- Un ponte per Terabithia (Bridge to Terabithia), regia di Gábor Csupó (2007)
- Balls of Fury - Palle in gioco (Balls of Fury), regia di Robert Ben Garant (2007)
- Strange Wilderness, regia di Fred Wolf (2008)
- Autopsy, regia di Adam Gierasch (2008)
- Alien Trespass, regia di R.W. Goodwin (2009)
- L'uomo che fissa le capre (The Men Who Stare at Goats), regia di Grant Heslov (2009)
- Five minarets in New York, regia di Mahsun Kirminzigul (2010)
- S.W.A.T. - Squadra speciale anticrimine 2 (S.W.A.T.: Firefight), regia di Benny Boom (2011)
- Good Day for It, regia di Nick Stagliano (2011)
- Freedom for Joe, regia di Stephen Bridgewater (2011)
- Safe House - Nessuno è al sicuro (Safe House), regia di Daniel Espinosa (2012)
- Jayne Mansfield's Car - L'ultimo desiderio (Jayne Mansfield's Car), regia di Billy Bob Thornton (2012)
- Di nuovo in gioco (Trouble with the Curve), regia di Robert Lorenz (2012)
- Mafia, regia di Ryan Combs (2012)
- Gangster Squad, regia di Ruben Fleischer (2013)
- Lovelace, regia di Robert Epstein e Jeffrey Friedman (2013)
- Io sono tu (Identity Thief), regia di Seth Gordon (2013)
- Un amore senza fine (Endless Love), regia di Shana Feste (2014)
- Chiedimi tutto (Ask Me Anything), regia di Allison Burnett (2014)
- Viaggio verso la libertà (The Road Within), regia di Gren Wells (2014)
- Tell, regia di Juan M. R. Luna (2014)
- La regola del gioco (Kill the Messenger), regia di Michael Cuesta (2014)
- Mistero a Eloise (Eloise), regia di Robert Legato (2016)
- La rosa velenosa (The Poison Rose), regia di George Gallo, Francesco Cinquemani e Luca Giliberto (2019)
- Panama Papers (The Laundromat), regia di Steven Soderbergh (2019)
- The Rising Hawk - L'ascesa del falco (The Rising Hawk), regia di John Wynn e Achtem Seitablaev (2019)
- Honest Thief, regia di Mark Williams (2020)
- Ted Bundy - Confessioni di un serial killer (No Man of God), regia di Amber Sealey (2021)
- What Josiah Saw, regia di Vincent Grashaw (2021)
- The Protégé, regia di Martin Campbell (2021)
- Shelter in Solitude, regia di Vibeke Muasya (2022)
- Dark Asset, regia di Michael Winnick (2022)
- Hounds of War, regia di Isaac Florentine (2024)

### Televisione
- I racconti della cripta (Tales from the Crypt) – serie TV, episodio 4x07 (1992)
- Oltre i limiti  (The Outer Limits) – serie TV, episodi 1x13-2x18 (1995-1996)
- Tra fede e giustizia (Rag and Bone), regia di Robert Lieberman – film TV (1997)
- Razza omicida (Perfect Assassins), regia di H. Gordon Boos – film TV (1998)
- I Soprano (The Sopranos) – serie TV, 4 episodi (2000) – David Scatino
- X-Files (The X-Files) – serie TV, 40 episodi (2000-2002) – John Doggett
- Backflash, regia di Philip J. Jones (2002)
- Pavement, regia di Darrell Roodt – film TV (2002)
- Caccia al killer (1st to Die), regia di Russell Mulcahy – film TV (2003)
- Stargate Atlantis – serie TV, episodio 1x01 (2004)
- Lost – serie TV, episodio 1x16 (2005)
- Elvis, regia di James Steven Sadwith – film TV (2005)
- Law & Order - Unità vittime speciali (Law & Order: Special Victims Unit) – serie TV, episodio 7x01 (2005)
- The Unit – serie TV, 69 episodi (2006-2009)
- NCIS - Unità anticrimine (NCIS) – serie TV, episodi 7x06-7x11 (2009-2010)
- Psych – serie TV, episodio 4x10 (2010)
- Chuck – serie TV, episodio 3x10 (2010)
- Burn Notice - Duro a morire (Burn Notice) – serie TV, episodi 4x11-4x12 (2010)
- Big Love – serie TV, episodi 5x02-5x06 (2011)
- Last Resort – serie TV, 10 episodi (2012)
- True Blood – serie TV, 12 episodi (2012-2014)
- Sons of Anarchy – serie TV, episodi 6x04-7x12 (2013-2014)
- Community – serie TV, episodio 5x06 (2014)
- Dal tramonto all'alba - La serie (From Dusk till Dawn: The Series) – serie TV, 9 episodi (2014)
- Scorpion – serie TV, 93 episodi (2014-2018)
- Lore - Antologia dell'orrore (Lore) – serie TV, episodio 1x04 (2017)
- Mayans M.C. – serie TV, episodi 1x01-2x04 (2018-2019)
- Perry Mason – serie TV, 7 episodi (2020)
- MacGyver – serie TV, episodio 5x08 (2021)
- The Walking Dead – serie TV, episodio 10x19 (2021)
- Golia (Goliath) – serie TV, 4 episodi (2021)
- Peacemaker – serie TV, 7 episodi (2022)
- 1923 – serie TV, 11 episodi (2022-2025)
- The Night Agent – serie TV, episodi 1x01-1x02 (2023)
- Reacher – serie TV, 8 episodi (2023)

## Doppiatori italiani
Nelle versioni in italiano delle opere in cui ha recitato, Robert Patrick è stato doppiato da:
- Pasquale Anselmo in Striptease, Law & Order - Unità vittime speciali, Lost, L'uomo che fissa le capre, Di nuovo in gioco, Lovelace, Io sono tu, Un amore senza fine, MacGyver, Honest Thief, Ted Bundy - Confessioni di un serial killer, Reacher
- Rodolfo Bianchi in The Unit, Chuck, Sons of Anarchy (ep. 7x12), The Walking Dead, Mayans M.C., Perry Mason, Hounds of War
- Mario Cordova in Double Dragon, Viaggio verso la libertà, Scorpion
- Nino Prester in Texas Rangers, Quando l'amore brucia l'anima - Walk The Line, La regola del gioco
- Massimo Lodolo in The Faculty, Caccia al killer, Charlie's Angels - Più che mai
- Dario Oppido in Community, Chiedimi tutto, The Rising Hawk - L'ascesa del falco
- Paolo Marchese in Safe House - Nessuno è al sicuro, Gangster Squad, The Night Agent
- Marco Mete in Terminator 2 - Il giorno del giudizio, Pavement, Mistero a Eloise
- Luca Ward ne I Soprano, X-Files, Sons of Anarchy (ep. 6x04)
- Massimo Rossi in Bagliori nel buio, Last Resort
- Luca Biagini in Spy Kids, 1923
- Raffaele Farina in Presa mortale, La mela marcia
- Roberto Chevalier in Hong Kong 97
- Francesco Caruso Cardelli in Decoy
- Sergio Di Stefano in Oltre i limiti
- Massimo Corvo in Amori sospesi
- Sergio Di Giulio in Cop Land
- Gianni Bersanetti in Tra fede e giustizia
- Fabrizio Pucci in Dal tramonto all'alba 2 - Texas, sangue e denaro
- Gaetano Varcasia in D-Tox
- Saverio Indrio in Indagini pericolose
- Maurizio Reti in NCIS - Unità anticrimine
- Angelo Nicotra in Squadra 49
- Ambrogio Colombo in Firewall - Accesso negato
- Sandro Sardone in Flags of Our Fathers
- Oliviero Corbetta in We Are Marshall
- Ennio Coltorti in Psych
- Enrico Di Troia in Big Love
- Roberto Draghetti in Un ponte per Terabithia
- Sergio Lucchetti in Balls of Fury - Palle in gioco
- Bruno Alessandro in Burn Notice - Duro a morire
- Gioacchino Maniscalco in True Blood
- Stefano Mondini in Good Day for It
- Vittorio De Angelis in SWAT - Squadra speciale anticrimine 2
- Teo Bellia in Jayne Mansfield's Car - L'ultimo desiderio
- Marco Mori in Dal tramonto all'alba - La serie
- Nicola Braile in Golia
- Riccardo Rovatti in Lore - Antologia dell'orrore
- Gaetano Lizzio ne La rosa velenosa
- Stefano Thermes in Panama Papers
- Riccardo Lombardo in The Protégé
- Stefano De Sando in Peacemaker
- Antonio Sanna in Presa mortale (ridoppiaggio)

Da doppiatore, è stato sostituito da:
- Gabriele Calindri in Mortal Kombat 1